# Cyrta hornei
Cyrta hornei är en insektsart som beskrevs av William Lucas Distant 1908. Cyrta hornei ingår i släktet Cyrta och familjen dvärgstritar. Inga underarter finns listade i Catalogue of Life.